# Lisandro Alirio Rivas Durán
Lisandro Alirio Rivas Durán (Boconó, 17 de julio de 1969) es un eclesiástico católico venezolano, miembro de los Misioneros de la Consolata.  Actualmente ejerce su ministerio episcopal en la Diócesis de San Cristóbal en Venezuela.

## Biografía
Lisandro Alirio nació el 17 de julio de 1969, en el municipio trujillano de Boconó, Venezuela.
Se especializó en Teología en el Instituto Misionero de Londres, afiliado a la Universidad de Lovaina, Bélgica.

### Vida religiosa
Ingresó en la congregación de los Misioneros de la Consolata.
Realizó su primera profesión de votos religiosos, el 7 de enero de 1990, y la profesión solemne, el 3 de diciembre del mismo año.
Fue ordenado diácono el 11 de febrero de 1995, en la Iglesia Parroquial de Santa María Magdalena, en Londres; a manos del entonces obispo Vincent Gerard Nichols. 
Su ordenación sacerdotal fue el 19 de agosto de 1995, en la Iglesia Parroquial de Ntra. Sra. de Coromoto, de Boconó; a manos del obispo de Trujillo, Vicente Ramón Hernández Peña.
Como sacerdote desempeñó los siguientes ministerios:
- Misionero en Kenia (1995-2000).
- Encargado de la Formación de los seminaristas de la congregación en Venezuela (2000-2005).
- Rector del Seminario Filosófico en Venezuela (2000-2005).
- Vicerrector del Seminario de la Consolata en Venezuela (2002-2005).
- Superior para Venezuela de la Congregación de los Misioneros de la Consolata (2005-2011).
- Rector del Seminario Teológico de Bogotá (2011-2014).
- Rector del Pontificio Colegio Misionero Internacional San Pablo Apóstol de Roma (2014 -2022).

## Episcopado

### Obispo Auxiliar de Caracas
El 23 de diciembre de 2021, el papa Francisco lo nombró Obispo Titular de Dárdano y Obispo Auxiliar de Caracas.
Fue consagrado el 12 de marzo del año 2022, en el Parroquia San Juan Bosco, Altamira; a manos del Arzobispo de Mérida y Administrador Apostólico de Caracas, Baltazar Porras. Los acompañantes fueron el Arzobispo de Cumaná y presidente de la CEV, Jesús González de Zárate y el Obispo de La Guaira, Raúl Biord Castillo.
En 2024 fue nombrado Obispo Electo de la Diócesis de San Cristóbal de Venezuela.